# Малон де Чайде, Педро
Пе́дро Мало́н де Ча́йде или Эчайде (исп. Pedro Malón de Chaide; 1530, Касканте, Наварра — 1 сентября 1589, Барселона) — испанский писатель-мистик, монах.

## Биография и творчество
Сын нотариуса. В 1557 г. отправился для обучения в Саламанку, вступил в орден августинцев, учился у Луиса де Леона. В 1569—1572 гг. преподавал в Бургосе, 1575—1577 гг. в Сарагосе, с 1578 г. в Уэске, где в 1580 г. занял в университете кафедру экзегетики. В 1583 г. вернулся в Сарагосу и наконец в 1586 г. занял пост приора августинцев в Барселоне. Здесь в 1588 г. завершил свой главный труд — трактат «Обращение Магдалины» (исп. La conversión de la Magdalena), он издан в 1592, в последующие 10 лет выдержал ещё три издания.
В книгу, где ощутимо влияние неоплатонизма, во множестве вкраплены сделанные автором стихотворные переводы ветхозветных псалмов и латинских классиков (Вергилий, Овидий, Ювенал).
Сочинения Малона де Чайде Tratado de San Pedro y de San Juan и Libro de todos los santos, о которых сохранились упоминания, считаются утраченными.

## Признание
Одна из улиц в Памплоне названа именем Педро Малона де Чайде.